# 호물루 보르지스 몬테이루
호물루 보르지스 몬테이루(브라질 포르투갈어: Rômulo Borges Monteiro, 1990년 9월 19일 ~, 피쿠스)는 브라질의 축구 선수이다. 포지션은 수비형 미드필더이다.